# Ujalaiwadi
Ujalaiwadi es una ciudad censal situada en el distrito de Kolhapur en el estado de Maharashtra (India). Su población es de 9075 habitantes (2011). Se encuentra a 7 km de Kolhapur.

## Demografía
Según el censo de 2011 la población de Ujalaiwadi era de 9075 habitantes, de los cuales 4714 eran hombres y 4361 eran mujeres. Ujalaiwadi tiene una tasa media de alfabetización del 90,01%, superior a la media estatal del 82,34%: la alfabetización masculina es del 93,34%, y la alfabetización femenina del 86,44%.